# Bira Circuit
Der Bira Circuit ist eine Motorsport-Rennstrecke in Thailand, die sich 15 km (9,3 mi) nordöstlich von Pattaya befindet. Die 1986 eröffnete Strecke wurden nach Prinz Bira, dem ersten bekannten Motorsportler Thailands, benannt. 

## Streckenbeschreibung
Die kompakte Strecke besitzt ein U-förmiges Layout mit 2 Schikanen und insgesamt 12 Kurven (4 Links und 8 Rechtskurven). Auf dem Gelände der Anlage befindet sich zudem eine CIK-homologierte Kartbahn die in 12 verschiedenen Streckenkonfigurationen von maximal 1.334 km Länge gestaltet werden kann.

## Veranstaltungen
Die South East Asia Touring Car Zone Challenge (SEATCZC) war seit 1992 auf dem Kurs zu Gast, gefolgt von der Asian Formula 2000 (AF2000) seit 1997. Aktuell gastierte zuletzt die Thailand Super Series als Saisonhöhepunkt. Neben Rennveranstaltungen wird der Kurs auch für Trackdays, Testtage und Firmenveranstaltungen genutzt.